# NSWRL 1978
Die NSWRL 1978 war die 71. Saison der New South Wales Rugby League Premiership, der ersten australischen Rugby-League-Meisterschaft. Den ersten Tabellenplatz nach Ende der regulären Saison belegten die Western Suburbs Magpies. Diese verloren im Halbfinale 7:14 gegen die Manly-Warringah Sea Eagles, die im Finale auf die Cronulla-Sutherland Sharks trafen. Nachdem das eigentliche Finale 11:11 ausging, gewann Manly-Warringah das Wiederholungsspiel 16:0 und gewann damit die NSWRL zum 4. Mal.

## Tabelle
|      | Team                          | Spiele | Siege | Unent. | Ndlg. | Spiel- punkte | Diff. | Tabellen- punkte |
| ---- | ----------------------------- | ------ | ----- | ------ | ----- | ------------- | ----- | ---------------- |
| 01.  | Western Suburbs Magpies       | 22     | 16    | 1      | 5     | 426:288       | + 138 | 33               |
| 02.  | Cronulla-Sutherland Sharks    | 22     | 15    | 0      | 7     | 418:261       | + 157 | 30               |
| 03.  | Manly-Warringah Sea Eagles    | 22     | 15    | 0      | 7     | 427:287       | + 140 | 30               |
| 04.  | Parramatta Eels               | 22     | 14    | 0      | 8     | 525:306       | + 219 | 28               |
| 05.  | Canterbury-Bankstown Bulldogs | 22     | 13    | 2      | 7     | 307:273       | + 34  | 28               |
| 06.  | Eastern Suburbs Roosters      | 22     | 13    | 0      | 9     | 377:280       | + 57  | 26               |
| 07.  | South Sydney Rabbitohs        | 22     | 12    | 1      | 9     | 298:300       | - 2   | 25               |
| 08.  | St. George Dragons            | 22     | 10    | 1      | 11    | 367:354       | + 13  | 21               |
| 09.  | Balmain Tigers                | 22     | 9     | 1      | 12    | 337:344       | - 7   | 19               |
| 010. | Penrith Panthers              | 22     | 4     | 2      | 16    | 206:463       | - 257 | 10               |
| 011. | North Sydney Bears            | 22     | 4     | 1      | 17    | 325:439       | - 114 | 9                |
| 012. | Newtown Jets                  | 22     | 2     | 1      | 19    | 199:577       | - 378 | 5                |

## Playoffs

### Ausscheidungs/Qualifikationsplayoffs
| 26. August | Cronulla-Sutherland Sharks | 17 : 12 | Manly-Warringah Sea Eagles | Sydney Cricket Ground, Sydney Zuschauer: 17.718 Schiedsrichter: Jack Danzey |
| 26. August | (0:4) Bericht              |         |                            | Sydney Cricket Ground, Sydney Zuschauer: 17.718 Schiedsrichter: Jack Danzey |

| 27. August | Parramatta Eels | 22 : 15 | Canterbury-Bankstown Bulldogs | Sydney Cricket Ground, Sydney Zuschauer: 24.967 Schiedsrichter: Greg Hartley |
| 27. August | (7:7) Bericht   |         |                               | Sydney Cricket Ground, Sydney Zuschauer: 24.967 Schiedsrichter: Greg Hartley |

| 2. September | Cronulla-Sutherland Sharks | 14 : 10 | Western Suburbs Magpies | Sydney Cricket Ground, Sydney Zuschauer: 27.798 Schiedsrichter: Jack Danzey |
| 2. September | (10:4) Bericht             |         |                         | Sydney Cricket Ground, Sydney Zuschauer: 27.798 Schiedsrichter: Jack Danzey |

| 3. September | Parramatta Eels | 13 : 13 | Manly-Warringah Sea Eagles | Sydney Cricket Ground, Sydney Zuschauer: 30.850 Schiedsrichter: Greg Hartley |
| 3. September | Bericht         |         |                            | Sydney Cricket Ground, Sydney Zuschauer: 30.850 Schiedsrichter: Greg Hartley |

Wiederholungsspiel
| 6. September | Manly-Warringah Sea Eagles | 17 : 11 | Parramatta Eels | Sydney Cricket Ground, Sydney Zuschauer: 42.678 Schiedsrichter: Greg Hartley |
| 6. September | Bericht                    |         |                 | Sydney Cricket Ground, Sydney Zuschauer: 42.678 Schiedsrichter: Greg Hartley |

### Halbfinale
| 9. September | Manly-Warringah Sea Eagles | 14 : 7 | Western Suburbs Magpies | Sydney Cricket Ground, Sydney Zuschauer: 27.345 Schiedsrichter: Greg Hartley |
| 9. September | (5:5) Bericht              |        |                         | Sydney Cricket Ground, Sydney Zuschauer: 27.345 Schiedsrichter: Greg Hartley |

### Grand Final
| 16. September | Manly-Warringah Sea Eagles | 11 : 11 | Cronulla-Sutherland Sharks | Sydney Cricket Ground, Sydney Zuschauer: 51.510 Schiedsrichter: Greg Hartley |
| 16. September | (2:4) Bericht              |         |                            | Sydney Cricket Ground, Sydney Zuschauer: 51.510 Schiedsrichter: Greg Hartley |

#### Wiederholungsspiel
| 19. September | Manly-Warringah Sea Eagles                                                | 16 : 0         | Cronulla-Sutherland Sharks | Sydney Cricket Ground, Sydney Zuschauer: 33.552 Schiedsrichter: Greg Hartley |
| 19. September | Versuche: Gartner (2), Eadie Erhöhungen: Eadie (3/3) Dropgoals: Eadie (1) | (15:0) Bericht |                            | Sydney Cricket Ground, Sydney Zuschauer: 33.552 Schiedsrichter: Greg Hartley |

| 1                  | Graham Eadie     |
| 2                  | Tom Mooney       |
| 3                  | Stephen Knight   |
| 4                  | Russel Gartner   |
| 5                  | Simon Booth      |
| 6                  | Alan Thompson    |
| 7                  | Steve Martin     |
| 8                  | Ian Thomson      |
| 9                  | Max Krilich      |
| 10                 | John Harvey      |
| 11                 | Bruce Walker     |
| 12                 | Terry Randall    |
| 13                 | Ian Martin       |
| Auswechselspieler: |                  |
| 14                 | Wayne Springhall |
| 16                 | Ray Branighan    |

| 1                  | Rick Bourke         |
| 2                  | Christopher Gardner |
| 3                  | Steve Rogers        |
| 4                  | Dave Chamberlin     |
| 5                  | Steven Edmonds      |
| 6                  | Martin Raftery      |
| 7                  | Stephen Hansard     |
| 8                  | Paul Khan           |
| 9                  | Rowland Beckett     |
| 10                 | Peter Ryan Jr.      |
| 11                 | Steve Kneen         |
| 12                 | Eric Archer         |
| 13                 | John Glossop        |
| Auswechselspieler: |                     |
| 14                 | Brendan Neville     |